# 羅伯遜冰原島峰
71°54′S 69°37′E / 71.900°S 69.617°E
羅伯遜冰原島峰（英語：Robertson Nunatak）是南極洲的冰原島峰，位於麥克羅伯特森地，處於克萊門斯山東北面37公里，在1950年由澳大利亞探險隊拍攝照片，現時由南極條約體系管理。